# Electroclash
Genres dérivés
Electro house, tech house, synthclash
L’electroclash, également connu sous les termes retro electro, tech pop, nouveau disco, la new new wave — avec ambiguïté synthcore et electropunk — est un genre musical mêlant electro des années 1980, new wave et synthpop à de la techno des années 1990, de l'electropop retro et de la dance,,. Il émerge dans les villes de New York et Détroit à la fin des années 1990, lancé par des groupes comme Collider, I-F (en) et ceux associés à Gerald Donald, et s'associe à des groupes comme Peaches, ADULT, Legowelt, et Fischerspooner. Il est popularisé par l'Electroclash Festival en 2001 et 2002 et par ses autres tournées européennes, et devient un style distinct au début des années 2000, lorsqu'il utilise des éléments tech house pour former le genre electro house.

## Terminologie et caractéristiques
Le terme d'electroclash est lancé par le disc jockey et promoteur new-yorkais Larry Tee, pour décrire une musique mêlant synthpop, techno, punk et performance artistique. Le genre est créé en réaction aux formulations rigides de la techno, se concentre sur l'écriture et la composition, et s'accompagne d'un sens de l'humour décrit par The Guardian comme l'un des « deux bouleversements significatifs récents dans l'histoire de la musique dance. » L'esthétique visuelle de l'electroclash s'associe au film culte Liquid Sky de 1982.

## Histoire
L'electroclash émerge dans plusieurs pays simultanément à la fin des années 1990. Il est lancé par I-F (en) grâce à leur chanson publiée en 1997 Space Invaders Are Smoking Grass,, ainsi que par Collider et leur album publié en 1988 Blowing Shit Up (même si Collider s'autoproclamait « electropunk » lorsque le genre n'est pas officiellement nommé à l'époque). Le style est plus amplement développé par des musiciens et groupes comme Felix da Housecat, Peaches et Chicks on Speed. À ses débuts, Ladytron est étiqueté electroclash, mais le groupe refuse d'être nommé ainsi. Les albums de Goldfrapp Black Cherry (2003) et Supernature (2005) incorporent des éléments electroclash,.
Le genre attire l'attention de la presse en 2001, lorsque l'Electroclash Festival est organisé à New York. L'Electroclash Festival se déroule encore une fois en 2002 et s'installe aussi aux États-Unis et en Europe en 2003 et 2004. D'autres artistes notables ayant joué aux festivals du genre qui se succéderont incluent Scissor Sisters, ADULT., Fischerspooner, Erol Alkan, Princess Superstar, Mignon, Miss Kittin & The Hacker, Mount Sims, Tiga et Spalding Rockwell. Le genre se répand dans les scènes londoniennes et berlinoises,. L'electroclash resurgit ensuite dans les années 2020 durant la pandémie du Covid19 avec notamment l'arrivée d'artistes émergents comme le duo Français Kill the Void et son premier EP Cult of Tau qui fut remixé par Miss Kittin & The Hacker lors d'un podcast sur Radio France en Juillet 2022.